# 14164 Hennigar
14164 Hennigar (1998 TH29) là một tiểu hành tinh vành đai chính được phát hiện ngày 15 tháng 10 năm 1998 bởi Spacewatch ở Kitt Peak.